# Richard Curzon-Howe (3e comte Howe)
Richard William Penn Curzon-Howe, 3e comte Howe, (14 février 1822 - 25 septembre 1900), est un général et pair britannique.

## Biographie
Il est le deuxième fils de Richard Curzon-Howe (1er comte Howe), et sa première épouse, Lady Harriet Georgiana Brudenell.
En 1838, il rejoint l'armée britannique et gravit les échelons, devenant général de division en 1869, lieutenant général en 1877 et général en 1880. Il combat pendant les Guerres cafres et assiste au siège de Delhi. il est nommé à l'Ordre du Bain en 1858. En 1876, il hérite des titres de son frère aîné. Il est nommé colonel honoraire de la cavalerie régiment du Leicestershire Yeomanry du Prince Albert en 1876, à la mort de son frère, colonel des 94e et 17e régiment d'infanterie de 1879 et colonel du 2e Life Guards en 1890. En 1897, il est nommé dans l'Ordre royal de Victoria pour ses fonctions de Lord Lieutenant du Leicestershire, poste qu'il occupe entre 1888 et 1900.

## Famille
Lord Howe épouse Isabella Maria Katherine Anson (née en 1832), fille aînée de George Anson et son épouse, Isabella Elizabeth Annabella Weld-Forester, le 8 février 1858. Ils ont quatre enfants :
- Richard Curzon (4e comte Howe) (1861-1929).
- Evelyn Alice Curzon (1862-1913), épouse de John Eyre en 1896.
- Frederick Graham Curzon (1868-1920), marié à l'actrice Ellis Jeffreys (en) d'où plusieurs enfants : le commandant George William Penn Curzon ou l'acteur George Curzon (acteur) (1898-1976), père de l'actuel septième comte.
- Edith Cecilia Curzon (décédée en 1936) qui épouse Harry Walter Franklin en 1896.